# Zakład Aparatury Elektrycznej „Woltan”
Zakład Aparatury Elektrycznej „Woltan” Sp. z o.o. – przedsiębiorstwo branży elektrycznej z siedzibą w Łodzi, istniejące od 1908 roku. Przedsiębiorstwo to zajmuje się wytwarzaniem aparatury elektrycznej m.in. dla wagonów tramwajowych i składów kolejowych. Nazwa tego przedsiębiorstwa była inspiracją dla potocznej nazwy serii wagonów tramwajowych Konstal 805N-ML użytkowanych przez MPK Łódź.

## Historia
- 1908 - Założenie Fabryki Aparatów Elektrycznych inż. Józef Imass i Drutowski przy ul. Piotrkowskiej 255. Była to pierwsza fabryka ograniczników prądu na ziemiach zaboru rosyjskiego. Do roku 1939 w zakładach produkowano między innymi:
  - wyłączniki pełnoolejowe na napięcia 6, 15, 35 kV na prądy do 400A;
  - iskierniki rożkowe;
  - odłączniki powietrzne trójbiegunowe 200 i 400A, 380V;
  - izolatory wsporcze i przepustowe;
  - rozdzielnice wnętrzowe wysokiego napięcia pyłoszczelne dla przemysłu włókienniczego, gumowego i górnictwa;
- 1927 - Fabryka wystawia swoje wyroby na Powszechnej Wystawie Krajowej w Poznaniu, uzyskując pozytywne opinie.
- 1940 - Fabryka przechodzi pod zarząd niemiecki i do końca wojny produkuje:
  - odłączniki słupowe;
  - szlifierki i wiertarki stołowe z silnikami własnej produkcji.
- 1946 - Fabryka Aparatów Elektrycznych inż. Józef Imass z ul. Piotrkowskiej 255 zostaje przeniesiona do budynków przy ul. Gdańskiej 138 i połączona z byłymi Zakładami Radiotechnicznymi IKA i byłą Fabryką Wyrobów Bakelitowych „Paweł Zauder i S-ka” i pod dyrekcją na ul. Gdańskiej 138 tworzy Fabrykę Aparatów Elektrycznych dawniej „Imass”. Zakłady przy ul. Gdańskiej 138 produkują aparaty częściowo według programu produkcyjnego FAE Imass z roku 1939.
- 1947 - Przy FAE d. Imass powstaje centralne Biuro Studiów i Konstrukcji Aparatów Niskiego Napięcia, które ma za zadanie odtwarzanie i opracowywanie dokumentacji konstrukcyjnej, wykonywanie w swoim warsztacie prototypów, ich badanie, a następnie przekazywanie kompletnie opracowanej dokumentacji do wskazanego przez Zjednoczenie Przemysłu Aparatów Elektrycznych zakładu w celu uruchomienia produkcji.
- 1949 - następuje podział FAE d. Imass na:
  - Zakłady Wytwórcze Aparatów Niskiego Napięcia A-11 przy ul. Gdańskiej 138;
  - Łódzkie Zakłady Aparatów Elektrycznych A-13 przy ul. Praskiej 15 i przy ul. Sienkiewicza 161.
- 1951 - Centralne Biuro Studiów i Konstrukcji Aparatów Niskiego Napięcia zostaje przemianowane na Przewodnie Biuro Konstrukcyjne przy ZWANN A-11 (PBK A-11) działające do roku 1955 włącznie. W okresie działalności biura wykonano tam zasadniczą część dokumentacji dla powstałych w okresie powojennym fabryk aparatów elektrycznych. Stworzona dokumentacja konstruktorska obejmowała:
  - wyłączniki WSS, styczniki powietrzne N-107 i olejowe N-110, różne rodzaje rozdzielnic, przekaźniki termobimetalowe;
  - aparaturę do urządzeń dźwigowych;
  - aparaturę do lokomotyw dołowych;
  - aparaturę do tramwaju typu N.
- 1956:
  - Biuro Konstrukcyjne przy ZWANN A-11 (PBK A-11) zostaje Zakładowym Biurem Konstrukcyjnym ZWANN A-11.
  - opracowanie aparatury elektrycznej do pierwszej krajowej lokomotywy elektrycznej ET21 produkowanej w dużej serii (30 typów aparatów).
- 1958:
  - ZWANN A-11 przyjmują nazwę Zakłady Wytwórcze Aparatury Elektrycznej „WOLTAN”.
  - opracowanie dokumentacji aparatów elektrycznych do zespołów trakcyjnych EW55 (25 typów aparatów).
- 1961:
  - opracowanie dokumentacji aparatów elektrycznych do zespołów trakcyjnych EN57 – część aparatów pochodzi z zespołów serii EW55.
  - rozpoczęcie produkcji aparatury elektrycznej do tramwaju 13N dla Warszawy.
- 1962 - Zakłady „WOLTAN” łączą się z Łódzkimi Zakładami Aparatów Elektrycznych A-13 w jedno przedsiębiorstwo o nazwie Łódzkie Zakłady Aparatów Elektrycznych „ELAN”, po dwóch latach zmienionej na ŁZAE „APAREL”.
- 1969 - rozpoczęcie produkcji aparatury elektrycznej do tramwaju przegubowego 102N (802N).
- 1973 - ŁZAE „APAREL” zostają przyłączone do Zakładów Aparatury Elektrycznej „EMA-ELESTER” przy ul. Lodowej 88, tworząc kombinat produkcyjny o tej samej nazwie.
- 1975 - rozpoczęcie produkcji aparatury elektrycznej do tramwaju 105N (805N).
- 1977 - Zakład przy ul. Gdańskiej 138 zostaje wydzielony z ZAE „EMA-ELESTER” i przyłączony z całym programem produkcji aparatury trakcyjnej do FT i AT „ELTA” jako Zakład Z-6.
- 1992 - 31 grudnia Zakład Z-6 zostaje wydzielony z ABB „ELTA” jako samodzielna prywatna spółka z o.o.[1]

## Produkty
- Dla tramwajów[2]:
  - hamulce szczękowe
  - impulsowe układy rozruchu i hamowania
  - zespoły nawrotnika tramwajowego
  - nastawniki z napędem mechanicznym
  - rezystory
  - wyłączniki próżniowe prądu stałego
  - przekształtniki
  - rozruszniki
  - szafy i tablice aparatowe
  - styczniki
  - prostowniki do stacji trakcyjnych
- Dla kolei[3]:
  - czujniki
  - styczniki
  - wyłączniki szybkie dla taboru kolejowego

## Współpraca
Przedsiębiorstwo prowadzi ścisłą współpracę naukowo-badawczą m.in. z Katedrą Aparatów Elektrycznych Politechniki Łódzkiej.